# Tapkrukje

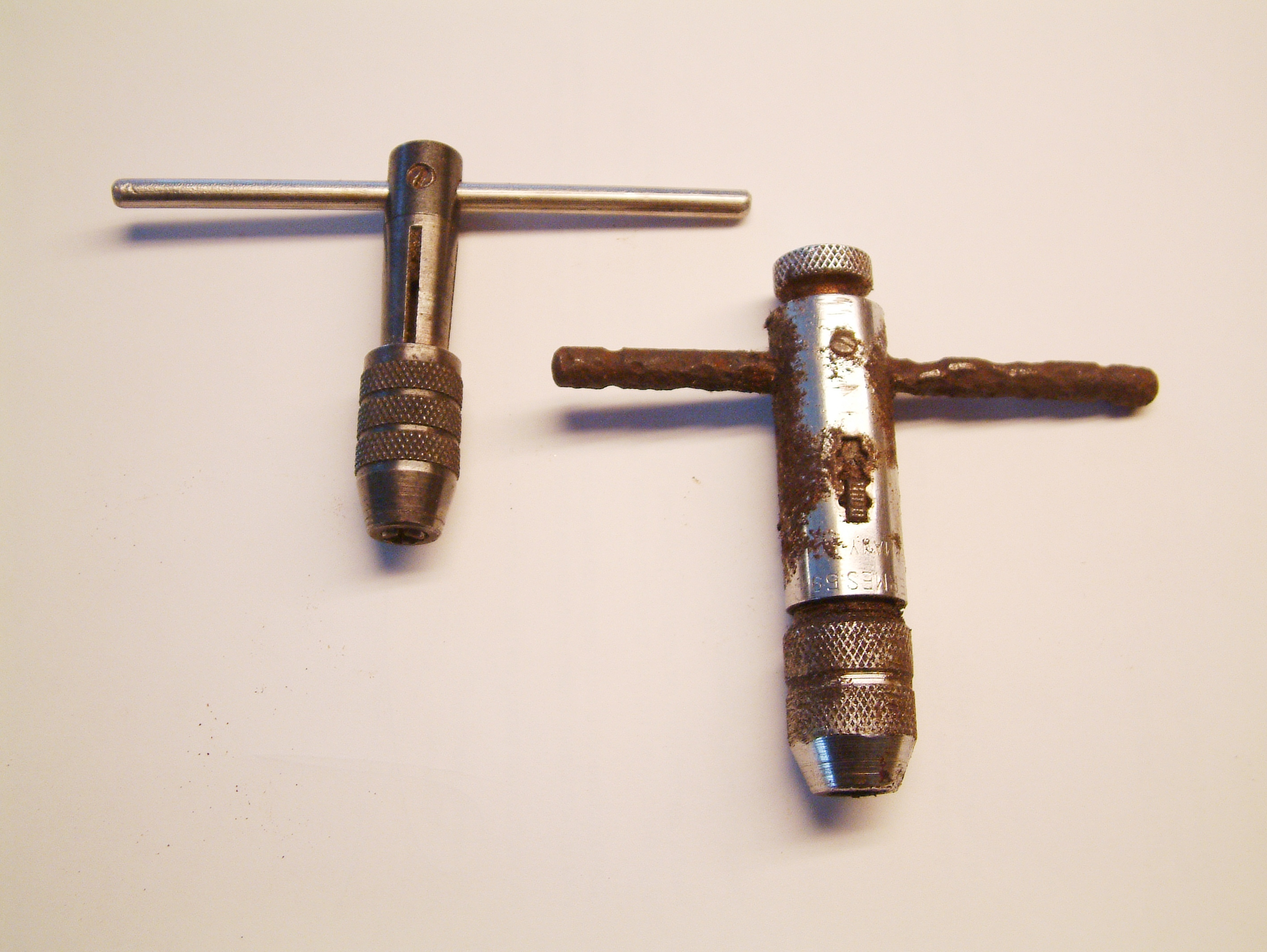
Links een gewoon tapkrukje, rechts met ratel

Een tapkrukje wordt gebruikt bij het handmatig maken van inwendige schroefdraad met behulp van tappen. Het is bedoeld voor de kleinere maten, tot pakweg M6 of 1/4 BSW. 
Het bestaat uit een aandraaibare klem waarin de tap wordt geplaatst. Een tap heeft een vierkante kop, daarom heeft een tapkrukje in tegenstelling tot de boorhouder geen drie, maar vier klemlippen. 
Met een tapkrukje met ratel kan ook in een kleinere hoek worden rond gedraaid.  
Voor het ronddraaien van tappen kan ook een wringijzer gebruikt worden. 